# Wilfried Gruber
Wilfried Gruber (* 15. August 1942 in Überlingen) ist ein deutscher Politologe und Diplomat. Er war deutscher Botschafter in Jugoslawien (1996–1999), Ungarn (2000–2003) und Rumänien (2003–2006).

## Leben
Gruber studierte nach dem Abitur 1961 Politische Wissenschaften, Geschichte und Romanistik in Freiburg, Berlin und Paris. 1967 legte er die wissenschaftliche Prüfung für das Lehramt an Höheren Schulen. Von 1967 bis 1969 studierte er Politische Wissenschaften an der Graduate School for International Studies der University of Denver in Colorado, Denver, wo er einen Master of Arts erwarb.
Von 1970 bis 1972 durchlief er den Vorbereitungsdienst für den höheren Auswärtigen Dienst. Von 1972 bis 1976 war er an der Deutschen Botschaft London (Vereinigtes Königreich) und von 1976 bis 1979 an der Deutschen Botschaft La Paz (Bolivien) tätig. Danach wurde er in der Zentrale in Bonn verwendet. Von 1983 bis 1986 arbeitete er an der Deutschen Botschaft Moskau (Sowjetunion). Nach einer weiteren Station in Bonn hielt er sich 1989/90 zu Studienzwecken bei der RAND Corporation auf. 1990 wurde er Referatsleiter in der Politischen Abteilung im AA. Von 1996 bis 1999 war er Botschafter in Belgrad (Jugoslawien). 1999/2000 war er Botschafter zur besonderen Verwendung im AA. Von 2000 bis 2003 wirkte er als Botschafter in Budapest (Ungarn) und von 2003 bis 2006 in Bukarest (Rumänien).
Gruber ist verheiratet und Vater von zwei Kindern.

## Auszeichnungen
- 2003: Bundesverdienstkreuz am Bande
- 2003: Verdienstorden der Republik Ungarn (Komturkreuz)
- 2013: Rumänischer Orden für Diplomatische Dienste (Großoffizier)[1]